# 조니 그린
조니 그린(Johnny Green, 본명: 존 마이클 "점핑 조니" 그린, John Michael "Jumpin' Johnny" Green, 1933년 12월 8일 ~ 2023년 11월 16일)은 전미 농구 협회(NBA)의 프로 농구 선수였다. 그는 미시간 주립 대학교의 미시간 주립 스파르탄에서 대학 농구를 하여 올 아메리칸 영예를 안겨주는 2군 팀이라는 합의를 얻었다. 4차례 NBA 올스타에 뽑혔다.
2023년 11월 16일 뉴욕 헌팅턴의 한 병원에서 89세의 나이로 사망했다.